# 2ª Divisione CC.NN. "28 ottobre"
La 2ª Divisione CC.NN. "28 ottobre"' era una divisione italiana della Milizia Volontaria per la Sicurezza Nazionale (MVSN), che fu impiegata nelle prime fasi della Campagna del Nordafrica. Venne distrutta nel gennaio 1941 nell'ambito dell'Operazione Compass.
Il nome "28 ottobre" le venne dato in ricordo della data della Marcia su Roma, avvenuta il 28 ottobre 1922.

## Storia
La 28 ottobre venne costituita nel 1939, ed inviata in Libia nell'estate dell'anno successivo. Inizialmente alle dipendenze del XXI corpo della 10ª Armata, era schierata presso il confine tunisino. A partire dal mese di ottobre, venne inquadrata nel XXIII corpo della 5ª Armata, presidiando la località di Sollum.
In seguito alla controffensiva britannica, la divisione si ritrovò assediata a Bardia, dove venne distrutta nei primi giorni del mese di gennaio del 1941. I pochi superstiti furono impiegati per il rafforzamento di altre unità in Libia.
Per differenziarla dalla 2ª Divisione CC.NN. che combatté in AOI nel 1935-1936 fu aggiunto il nome "libica".

## Ordine di Battaglia (1940)
- Comando divisionale
- 231ª Legione CC.NN. (tre battaglioni)
  - CXXXI Btg. CC.NN. G. Paolini (Sulmona)
  - CXXXII Btg. CC.NN. Monte Velino (Avezzano)
  - CXXXV Btg. CC.NN. Gran Sasso (Teramo)
- 238ª Legione CC.NN. (tre battaglioni)
  - CXXXVIII Btg. CC.NN. R. Padovani (Napoli)
  - CXL Btg. CC.NN. L'Aquila (Salerno)
  - CXLV Btg. CC.NN. Pisacane (Castellammare di Stabia)
- 202º Reggimento artiglieria (tre gruppi)
- 202º Battaglione CC.NN. mitragliatrici
- 202º Battaglione misto genio
- 1 batteria di cannoni d'accompagnamento
- 2ª Compagnia CC.NN. anticarro
- 1 compagnia mortai
- Servizi divisionali

Occorre precisare che le unità del genio militare ed il reggimento di artiglieria erano forniti dal Regio Esercito.

## Comandanti
- Luogotenente Generale Francesco Argentino